# David Kiptanui
David Chepkwony Kiptanui (12 dicembre 1978) è un ex maratoneta keniota.

## Competizioni internazionali
2001
- 9º alla Maratona di Istanbul ( Istanbul) - 2h28'01"

2002
- Oro alla Maratona di Istanbul ( Istanbul) - 2h18'42"
- Bronzo alla Dieci Miglia del Garda (] Navazzo), 10 miglia - 49'03"

2003
- 10º alla Maratona di Istanbul ( Istanbul) - 2h21'39"
- 19º alla Maratona di Pyongyang ( Pyongyang) - 2h24'29"

2004
- Oro alla Maratona di Istanbul ( Istanbul) - 2h18'19"
- Bronzo alla Mezza maratona di Firenze ( Firenze) - 1h04'50"

2005
- 20º alla Maratona di Istanbul ( Istanbul) - 2h25'42"

2006
- Bronzo alla Maratona di Treviso ( Treviso) - 2h11'13"
- Oro alla Maratona di Hannover ( Hannover) - 2h14'13"
- 12º alla Maratona di Istanbul ( Istanbul) - 2h16'56"
- 6º alla Maratona di Singapore ( Singapore) - 2h19'02"
- 5º alla Maratona di Odense ( Odense) - 2h23'22"

2007
- 19º alla Maratona di Hannover ( Hannover) - 2h16'28"
- 23º alla Maratona di Istanbul ( Istanbul) - 2h17'27"
- 6º alla Maratona di Le Mont-Saint-Michel ( Le Mont-Saint-Michel) - 2h25'00"

2008
- Argento alla Maratona d'Italia ( Carpi) - 2h10'57"
- 6º alla Maratona di Salonicco ( Salonicco) - 2h16'59"

2009
- Argento alla Maratona di Buenos Aires ( Buenos Aires) - 2h14'12"
- 5º alla Maratona di Trieste ( Trieste) - 2h17'36"

2011
- 7º alla Maratona di Lens ( Lens) - 2h21'59"

2013
- 4º alla Maratona di Vientiane ( Vientiane) - 2h31'09"
- 4º alla Mezza maratona di Kuala Lumpur ( Kuala Lumpur) - 1h08'43"
- Bronzo alla Mezza maratona di Bangkok ( Bangkok) - 1h09'49"

2014
- 6º alla Maratona di Nairobi ( Nairobi) - 2h15'07"

2015
- Argento alla Maratona di College Station ( College Station) - 2h25'44"
- 9º alla Maratona di Des Moines ( Des Moines) - 2h36'16"
- 4º alla Mezza maratona di Dallas ( Dallas) - 1h08'39"

2016
- Argento alla Maratona di Fort Worth ( Fort Worth) - 2h28'29"
- 5º alla Maratona di Carlsbad ( Carlsbad) - 2h29'58"

2017
- 6º alla Mezza maratona di Bangkok ( Bangkok) - 1h10'54"